# Ant-Man and the Wasp
Ant-Man and the Wasp (titulada como Ant-Man y la Avispa en España) es una película de superhéroes estadounidense de 2018 basada en los personajes de Marvel Comics Scott Lang/Ant-Man y Hope van Dyne/Avispa. Producida por Marvel Studios y distribuida por Walt Disney Studios Motion Pictures, es la secuela de Ant-Man (2015) y la vigésima película del Universo cinematográfico de Marvel (UCM). La película está dirigida por Peyton Reed y escrita por los equipos de guionistas de Chris McKenna y Erik Sommers, y Paul Rudd, Andrew Barrer y Gabriel Ferrari. Está protagonizada por Rudd como Lang y Evangeline Lilly como Van Dyne, junto a Michael Peña, Walton Goggins, Bobby Cannavale, Judy Greer, Tip "T.I." Harris, David Dastmalchian, Hannah John-Kamen, Abby Ryder Fortson, Randall Park, Michelle Pfeiffer, Laurence Fishburne y Michael Douglas. En Ant-Man and the Wasp, la pareja titular trabaja con Hank Pym para recuperar a Janet van Dyne del reino cuántico.
Las conversaciones para una secuela de Ant-Man comenzaron poco después del lanzamiento de esa película. Ant-Man and the Wasp se anunció oficialmente en octubre de 2015, con Rudd y Lilly regresando para repetir sus papeles. Un mes después, el director de Ant-Man, Reed, estaba oficialmente listo para regresar. Se había unido a la primera película más tarde en el proceso y estaba emocionado de desarrollar esta desde el principio. También esperaba presentar a Hope van Dyne como la Avispa en esta película e insistió en tratar a Lang y a ella como iguales. El rodaje tuvo lugar de agosto a noviembre de 2017, en los Pinewood Atlanta Studios en el Condado de Fayette, Georgia, así como en Atlanta, San Francisco, Savannah, Georgia, y Hawái.
Ant-Man and the Wasp fue estrenada mundialmente en Hollywood el 26 de junio de 2018, el 4 de julio en España, el 5 de julio en Sudamérica y el 6 de julio en Estados Unidos y México.

## Argumento

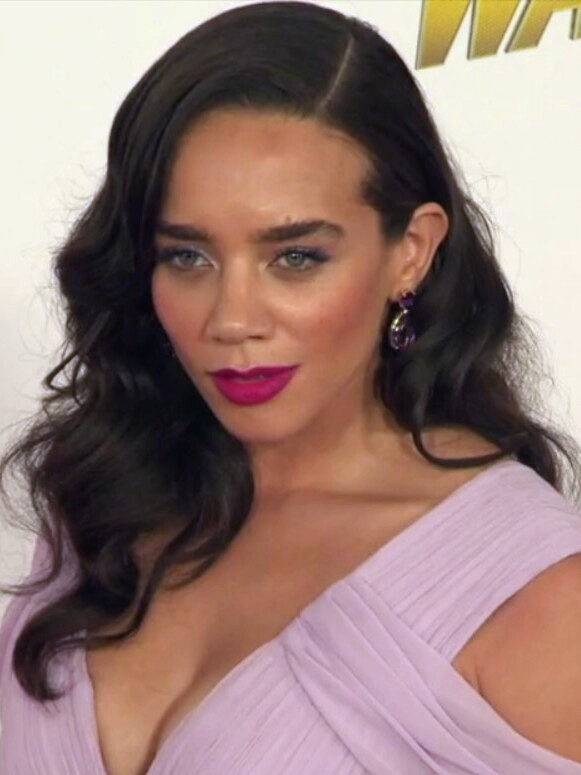
Hannah John-Kamen en la presentación Ant-Man & The Wasp premiere.

Dos años después de que Scott Lang fuera puesto bajo arresto domiciliario debido a su participación con los Vengadores, en violación con los Acuerdos de Sokovia, Hank Pym y su hija Hope van Dyne logran abrir brevemente un túnel hacia el reino cuántico. Creen que la esposa de Pym, Janet van Dyne, podría haber quedado atrapada allí después de encogerse a niveles subatómicos en 1987. Cuando previamente había visitado el reino cuántico, Lang se había enredado cuánticamente con Janet sin saberlo, y ahora recibe un mensaje aparente de ella.
Con sólo unos días para que su arresto domiciliario concluya, Lang contacta a Pym sobre Janet, a pesar de la relación tensa que tienen debido a las acciones de Lang con los Vengadores. Hope y Pym secuestran a Lang, dejando una hormiga grande con el monitor de tobillo de Lang como señuelo para no despertar las sospechas del agente del FBI, Jimmy Woo (Randall Park). Creyendo que el mensaje de Janet es la confirmación de que está viva, el trío trabaja para construir un túnel cuántico estable para que puedan llevar un vehículo al reino cuántico y recuperarla. Se arreglan para comprar una pieza necesaria para el túnel al comerciante del mercado negro Sonny Burch (Walton Goggins), pero Burch se da cuenta de las ganancias potenciales que se obtendrán de la investigación de Pym y los traiciona. Con el traje de Avispa, Hope lucha contra Burch y sus hombres hasta que es atacada por una mujer enmascarada cuánticamente inestable. Lang intenta ayudar a luchar contra este "fantasma", pero la mujer escapa con el laboratorio de Pym, que se ha reducido al tamaño de una maleta.
Pym lleva a regañadientes a Hope y Lang a visitar a su excompañero Bill Foster (Laurence Fishburne), quien los ayuda a localizar el laboratorio. El fantasma captura al trío y se revela como Ava Starr (Hannah John-Kamen), su padre, Elihas, otro de los ex socios de Pym, murió junto con su esposa durante el experimento que causó el estado inestable de Ava. Foster revela que Ava está muriendo y sufre un dolor constante como resultado de su condición, y planean curarla usando la energía cuántica de Janet. Creyendo que esto matará a Janet, Pym se niega a ayudarlos y escapa con Hope, Lang y el laboratorio.
Al abrir una versión estable del túnel, Pym, Hope y Lang pueden contactar a Janet, quien les da una ubicación precisa para encontrarla, pero les advierte que sólo tienen dos horas antes de que la naturaleza inestable del reino los separe durante un siglo. Usando un suero de la verdad, Burch se entera de la ubicación del trío de los socios comerciales de Lang, Luis, Dave y Kurt, e informa a un contacto en el FBI. Luis advierte a Lang, quien corre a casa antes de que Woo pueda ver que está violando su arresto domiciliario. Pym y Hope son arrestados por el FBI, lo que le permite a Ava tomar el laboratorio.
Lang pronto puede ayudar a Pym y Hope a escapar de la custodia, y encuentran el laboratorio. Lang y Hope distraen a Ava mientras Pym entra en el reino cuántico para recuperar a Janet, a quien encuentra viva. Mientras tanto, Lang y Hope se enfrentan a Burch y sus hombres, y tras una larga persecución, Ava recupera el control del laboratorio, lo que le permite comenzar a tomar la energía de Janet por la fuerza. Luis, Dave y Kurt incapacitan a Burch y sus hombres para que Lang y Hope puedan detener a Ava. Pym y Janet regresan a salvo del reino cuántico, y Janet voluntariamente le da algo de su energía a Ava para estabilizarla temporalmente.
Lang regresa a casa una vez más, a tiempo para que Woo, ahora sospechoso, lo libere al final de su arresto domiciliario. Ava y Foster se esconden.
En una escena a mitad de créditos, Pym, Lang, Hope y Janet planean recolectar energía cuántica para ayudar a Ava a mantenerse estable. Mientras Lang está en el reino cuántico haciendo esto y esperando que lo saquen, pronto se descubre Hope, Hank y Janet se han convertido en cenizas debido al chasquido de Thanos por lo que Scott se queda atrapado en el reino cuántico y sin que nadie lo ayude a salir.
En una escena poscréditos, se ve la casa de Scott totalmente vacía y donde su televisor muestra un anuncio sin señal, momentos después la cámara enfoca a la hormiga mascota de Scott tocando su batería musical.

## Reparto
- Paul Rudd como Scott Lang / Ant-Man: Un ladrón experto de bajo rango, el cual adquiere un increíble traje que usa una sustancia llamada "Partículas Pym" creada y desarrollada por el científico y entomólogo Henry "Hank" Pym, que le permite reducir o aumentar su tamaño y densidad. Después de los sucesos de Capitán América: Civil War, en la que Lang se convirtió en un fugitivo de la prisión de La Balsa, Reed, director de la película, dijo: «Bueno, él es un fugitivo en la mayor parte de la primera película del Hombre Hormiga. Ahora es un fugitivo más grande. Una de las cosas divertidas y de los desafíos de las películas de Marvel para nosotros, para los directores y para los escritores, es que debes considerar lo que sucedió en las películas anteriores en términos de tu punto de partida para esos personajes. Es algo que hablamos mucho desde el principio y definitivamente tenemos cosas resueltas, por lo que habrá algunos grandes avances».
- Evangeline Lilly como Hope Van Dyne / Avispa: La hija de Hank Pym y Janet van Dyne, quien le entrega un traje similar y el manto de la Avispa de su madre. Los escritores estaban emocionados de presentar adecuadamente al personaje como la Avispa, mostrando su "poder, cómo pelea y cuáles son las injusticias que le importan". Lilly sintió que el personaje tiene una "increíble satisfacción" al convertirse en la Avispa, "algo que ha estado esperando toda su vida, lo que es esencialmente una afirmación de su padre". Su relación con Lang es más complicada que en la primera película e incluye ira hacia sus acciones durante Capitán América: Civil War. Lilly sintió que era importante que Hope "sea una persona extremadamente empática y compasiva" y que "siempre presione para que las cualidades femeninas sean evidentes cuando se trata de situaciones". En sus secuencias de pelea, Lilly quería alejarse del estilo de lucha más masculino de Muay Thai y MMA que aprendió para la primera película, señalando que Hope se mueve de manera diferente a un hombre, por lo que sus peleas deberían tener "elegancia, gracia y feminidad" con "un estilo característico", las chicas jóvenes podían disfrutar y emular. Lilly trabajó con los escritores para ayudar a garantizar que Hope pudiera "representar a una mujer moderna" sin convertirse en el estereotipo de una figura materna. Madeleine McGraw la interpreta de pequeña.
- Michael Douglas como Dr. Henry "Hank" Pym: Un exagente de S.H.I.E.L.D., entomólogo y físico que se convirtió en el Ant-Man original después de descubrir las partículas subatómicas que hacen posible la transformación. Pym se ha acercado mucho a su hija Hope desde la primera película, y según Feige tiene "esa alegría de la paternidad" al verla convertirse en un superhéroe por derecho propio. Reed se sintió atraído por las decisiones "moralmente dudosas" que Pym a veces toma. Dax Griffin se presenta como el doble del cuerpo de un joven Hank Pym, también lo hizo para la primera película.
- Michelle Pfeiffer como Janet Van Dyne: La Avispa original que se pierde en el reino cuántico. Ella es la esposa de Pym y la madre de Hope. Pfeiffer fue el elenco soñado de Reed para el papel desde su tiempo trabajando en la primera película, y se aseguró de recibir su opinión sobre el personaje. Señaló que el personaje ha pasado 30 años en el reino cuántico, por lo que hay una pregunta sobre cómo eso la ha afectado. El productor Kevin Feige explicó que el personaje envejece a lo largo de esos 30 años a pesar de que el tiempo funciona de manera diferente en el ámbito cuántico para evitar cualquier "rareza de ciencia ficción" que pueda alejar las reuniones emocionales con Pym y Hope en la película. Hayley Lovitt sustituye a una joven Janet van Dyne, repitiendo su papel de la primera película; según Reed, ella había sido elegida en la primera película, antes de la participación de Pfeiffer, debido a sus "ojos de plato, Michelle Pfeiffer".
- Hannah John-Kamen como Ava Starr / Ghost: Una mujer con inestabilidad molecular, que puede atravesar objetos en fases, solo se la considera una "villana" porque sus intentos de supervivencia chocan con los objetivos de los héroes. El personaje se representa tradicionalmente como masculino en los cómics, pero el equipo creativo creía que el género del personaje era irrelevante para su representación, y sintió que elegir a una mujer sería más interesante; también les permitió continuar con el tema de los padres e hijas vistos con otros personajes de la película. John-Kamen disfrutó de este aspecto de "pizarra en blanco", permitiéndole moldear el personaje como propio. El productor Stephen Broussard dijo que querían elegir a una actriz menos conocida para ayudar a mantener el misterio del personaje, y John-Kamen "nos dejó alucinados". RaeLynn Bratten retrata a una joven Ava Starr.
- Laurence Fishburne como Dr. William "Bill" Foster: Un viejo amigo de Pym que una vez fue su asistente en el Proyecto Goliat. Fishburne se había acercado a Marvel para unirse al UCM, ofreciéndoles algunas ideas para que pudiera retratar, antes de que Marvel le ofreciera el papel de Foster en la película. A pesar de haber retratado a Perry White para el Universo Extendido de DC, Fishburne dijo que siempre había fantaseado con estar en una película del UCM, admitiendo que se consideraba a sí mismo como un "tipo Marvel". Reed comparó la rivalidad entre Foster y Pym con la de Steve Jobs y Bill Gates, y quería un actor que pudiera enfrentarse "cara a cara" con Michael Douglas. Langston Fishburne, el hijo de Laurence, sustituye a un joven Bill Foster.
- Abby Ryder Fortson como Cassie Lang: Es la hija preadolescente de Lang y Maggie; además de ser la hijastra de Bill Paxton.
- Bobby Cannavale como Bill Paxton: Un oficial del Departamento de Policía de San Francisco que está comprometido con la exesposa de Lang, Maggie.
- Michael Peña como Luis: El antiguo compañero de celda de Lang y miembro de su equipo de seguridad de X-Con. Peña tuvo menos oportunidades de improvisar en comparación con la primera película, donde él y Rudd todavía estaban desarrollando el personaje durante el rodaje. El equipo creativo quería presentar otra escena de Luis "contando una larga historia" como lo hizo en la primera película, pero no quería repetirse; fueron capaces de adoptar un enfoque diferente al dar al suero de la verdad del personaje en la escena de esta película.
- T.I. Harris como Dave: Segundo miembro del equipo de Lang.
- David Dastmalchian como Kurt: Tercer miembro del equipo de Lang.
- Judy Greer como Maggie: La exesposa de Scott Lang y madre de Cassie.
- Randall Park como Jimmy Woo: Un agente del FBI que se encarga del seguimiento del arresto domiciliario de Scott Lang desde los sucesos de Capitán América: Civil War.
- Walton Goggins como Sonny Burch: Un mafioso traficante de tecnología avanzada que quiere apropiarse del laboratorio de Hank y Hope para venderlo en el mercado negro.

Además, Stan Lee, cocreador de los héroes titulares, tiene un cameo en la película como un hombre cuyo automóvil se encoge por accidente. Michael Cerveris aparece como el padre de Ava, Elihas Starr, mientras que Riann Steele interpreta a su esposa Catherine. Tim Heidecker y Brian Huskey aparecen en cameos como un capitán de bote de ballenas llamado Daniel Gooobler y un maestro en la escuela de Cassie, respectivamente. El equipo de hombres de Sonny Burch incluye a Divian Ladwa como Uzman, Goran Kostić como Anitolov y Rob Archer como Knox, mientras que Sean Kleier interpreta a Stoltz, el hombre interno del FBI de Burch y el subordinado de Jimmy Woo. Tom Scharpling y Jon Wurster de The Best Show hacen breves apariciones como conductores de SUV de Burch.

## Doblaje
| Intérpretes        | Personaje                 | Doblaje español        |
| ------------------ | ------------------------- | ---------------------- |
| Paul Rudd          | Scott Lang/Ant-Man        | Claudio Serrano        |
| Evangeline Lilly   | Hope Van Dyne/Avispa      | Eva Díez               |
| Michael Douglas    | Dr. Henry Pym             | Salvador Vidal         |
| Michael Peña       | Luis                      | Rafa Romero            |
| Hannah John-Kamen  | Ava Starr / Ghost         | Adelaida López         |
| Laurence Fishburne | Dr. William "Bill" Foster | Juan Carlos Gustems    |
| Abby Ryder Fortson | Cassie Lang               | Lucía Balas            |
| Bobby Cannavale    | Jim Paxton                | Pablo Adán             |
| T.I.               | Dave                      | Fernando Castro (Nano) |
| David Dastmalchian | Kurt                      | Ricardo Escobar        |
| Judy Greer         | Maggie Lang               | Conchi López           |
| Randall Park       | Jimmy Woo                 | Eduardo del Hoyo       |
| Stan Lee           | Conductor de auto         | Salvador Moreno        |
| Michelle Pfeiffer  | Janet Van Dyne            | Mercedes Montalá       |
| Walton Goggins     | Sonny Burch               | Eduardo Bosch          |

## Producción

### Desarrollo
En junio de 2015, el director de Ant-Man, Peyton Reed, expresó su interés en regresar para una secuela o precuela de esa película, y dijo que "realmente se había enamorado de estos personajes" y sentía que "hay mucha historia que contar con Hank Pym". Un mes después, el actor de Pym, Michael Douglas, dijo que no estaba firmado para ninguna película adicional, pero que "esperaría más si llegara a mí", y expresó el deseo de que su esposa Catherine Zeta-Jones sea interpretada como Janet. van Dyne para un posible seguimiento.Evangeline Lilly, quien interpretó a la hija de Pym y Van Dyne, Hope van Dyne, quería ver a Michelle Pfeiffer en el papel. El productor Kevin Feige reveló que el estudio tenía una "idea genial" para la próxima película de Ant-Man, y "si el público lo quiere, encontraremos un lugar para hacerlo". Reed también mencionó que hubo conversaciones de hacer una aventura independiente con Hank Pym como Ant-Man, posiblemente incluyendo la apertura original de Ant-Man con Jordi Mollà, que fue cortado de la película final. Eric Eisenberg de Cinema Blend opinó que una aventura independiente con Pym y la secuencia de corte sería un buen candidato para revivir la serie de cortometrajes Marvel One-Shots. A finales de julio, David Dastmalchian expresó interés en regresar para una secuela como Kurt.
En octubre de 2015, Marvel Studios confirmó la secuela, titulada Ant-Man and the Wasp, con una fecha de lanzamiento programada para el 6 de julio de 2018. Reed estaba en negociaciones para dirigir la secuela a finales de mes y anunció su regreso en noviembre, junto con la confirmación de que Paul Rudd y Lilly regresaron como Scott Lang/Ant-Man y Hope van Dyne/Avispa, respectivamente. A pesar de que se le ofreció la oportunidad de dirigir secuelas en el pasado, Reed nunca lo había hecho por falta de interés, pero estaba emocionado de trabajar en Ant-Man and the Wasp porque había "mucha más historia que contar con estos personajes que Tengo un afecto genuino y una especie de sentimiento protector sobre". También fue capaz de construir la secuela "desde cero", ya que se unió a la primera película al final del proceso tras la partida del escritor y director original Edgar Wright, y quería explorar los elementos que había establecido en la primera película. Primero comenzó a trabajar en un esquema para la secuela, que pensó que podría ser "extraño, único y diferente" ahora que se habían establecido los orígenes de los personajes. Al ser la primera película del UCM en tener un personaje femenino en el título con la Avispa, Reed lo calificó de "orgánico" y señaló la última línea de Wasp en Ant-Man, "Es cuestión de tiempo maldito", como "mucho sobre su personaje específico". y el arco en esa película, pero se trata absolutamente de algo más grande. Es cuestión de tiempo maldito: vamos a tener un héroe muy realizado y muy complicado en la próxima película que resulta ser una mujer". Reed presionaría para asegurar que la Avispa recibiera la misma publicidad y mercadería para la película, y también quería explorar la historia de fondo de Janet van Dyne. Tenía "ideas definidas" sobre quién debería representar a ese personaje. Reed dijo que el título alternativo Wasp and the Ant-Man se consideró brevemente, pero no se eligió debido a las expectativas de los fanáticos dada la historia de los cómics de la frase "Ant-Man and the Wasp". Ese mes, Adam McKay, uno de los escritores de Ant-Man, expresó su interés en volver a escribir la película, y Douglas confirmó que también estaba en conversaciones para regresar.

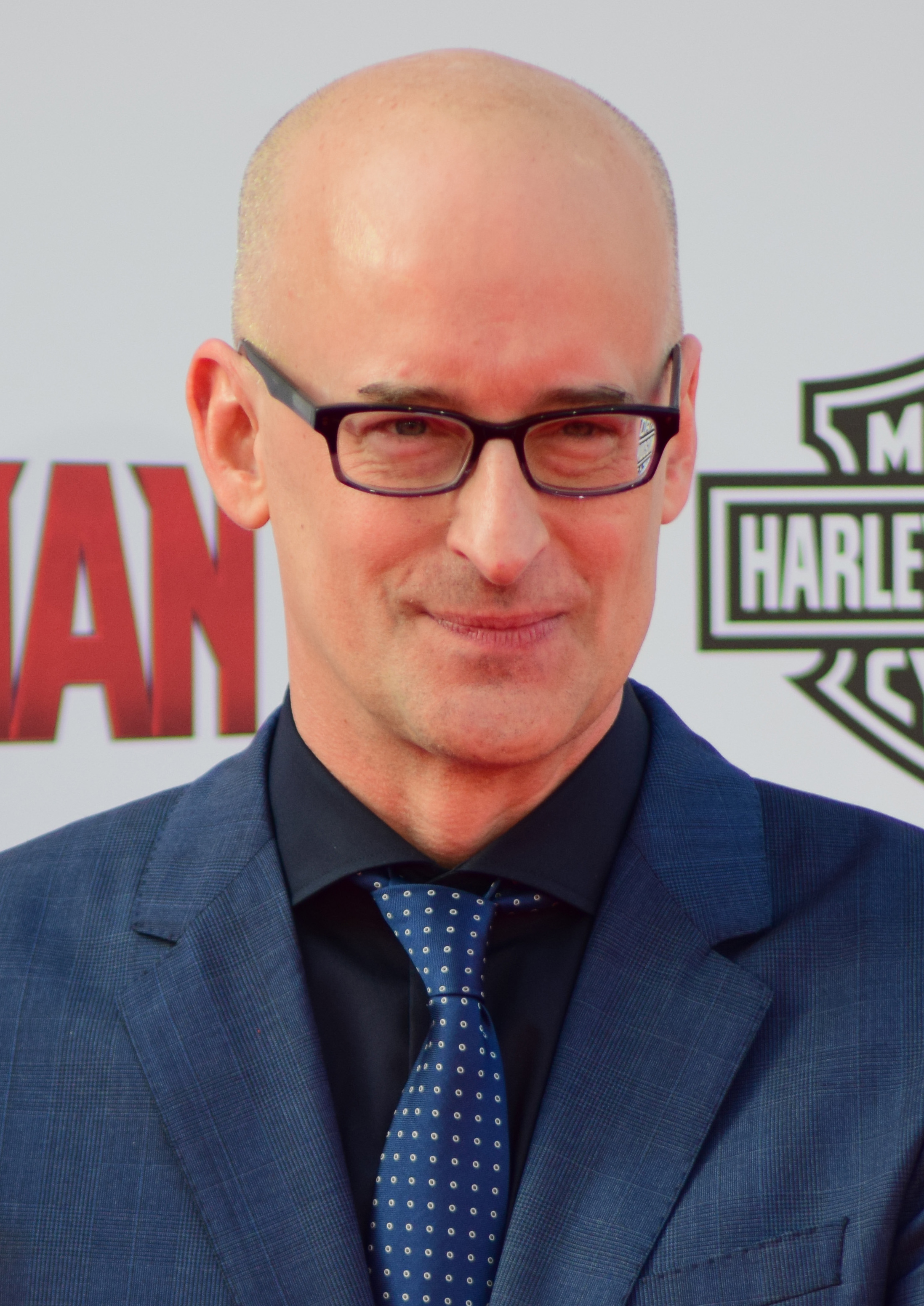
El director Peyton Reed estaba emocionado de desarrollar la secuela "desde cero" después de unirse al primer Ant-Man al final del proceso

Reed declaró a principios de diciembre que la película puede "volver a llamar" al género de la película y el tono de Ant-Man, pero que Ant-Man and the Wasp "tendrían una plantilla de género completamente diferente". Esperaba incorporar secuencias de flashback adicionales en la película, así como explorar las diversas identidades de Pym de los cómics y su psicología. Reed también dijo que estaba "emocionado" por explorar y descubrir la versión cinematográfica de la relación Ant-Man and Wasp que es "una asociación romántica y una asociación heroica" en los cómics, una "dinámica diferente a la que hemos visto en el resto de [MCU], una asociación real". Además, Reed mencionó que la preproducción "probablemente" comenzaría en octubre de 2016, con una filmación programada para principios de 2017. Los escritores de producción de la primera película, Gabriel Ferrari y Andrew Barrer, firmaron el guion junto con Rudd, y la escritura comenzó "en serio" en enero de 2016. Al mes siguiente, McKay declaró que estaría involucrado con la película de alguna manera. Para abril, los cuatro escritores y Reed habían sido "escondidos en una habitación ... haciendo una lluvia de ideas sobre la historia", y Reed prometió que tendría "cosas que nunca antes había visto en una película". Feige agregó que querían "mantenerse fieles a lo que hizo [Ant-Man] tan único y diferente", y se burlaron del potencial de ver la versión de Lang de Giant-Man que se había presentado en Capitán América: Civil War. A pesar de estar "íntimamente involucrado en la escritura y el desarrollo del guion", Reed no recibió ni recibió un crédito de escritura en la película.
En junio de 2016, Reed dijo que, para inspirarse en los cómics, había estado mirando "las primeras cosas de los Vengadores y todo el camino hasta las cosas de Nick Spencer ahora", y se estaba centrando en las imágenes icónicas que podrían replicarse en la película sobre los ritmos de la historia. De los cómics. Agregó que había "definitivamente una oportunidad" para Michael Peña, Tip "T.I." Harris y Dastmalchian para repetir sus respectivos papeles como Luis, Dave y Kurt de la primera película. En la San Diego Comic-Con 2016, Feige declaró que Reed y Rudd todavía estaban trabajando en el guion, y que ahora se esperaba que la filmación comenzara en junio de 2017. Rudd explicó que habían "entregado un tratamiento, pero es muy preliminar. Ya veremos. Tenemos una idea de cómo se vería, pero podría cambiar mucho desde donde estamos ahora". Al mes siguiente, se confirmó que Peña volvería como Luis, mientras se revelaba que la filmación se llevaría a cabo en Atlanta, Georgia. A principios de octubre, se había completado un guion inicial para la película que estaba esperando la aprobación de Marvel. Más tarde, Reed reveló que los primeros borradores del guion incluían un cameo del Capitán América, apareciendo durante las secuencias de flashback de Luis mientras recapitulaba la participación de Lang en la batalla del aeropuerto en Capitán América: Civil War. Sin embargo, los escritores optaron por eliminar la aparición en el guion final ya que los eventos de Civil War ya se mencionaron con frecuencia en la película, y esta instancia "no se sintió orgánica en la historia".

### Preproducción
A principios de noviembre de 2016, Reed dijo que la producción de la película pasaría de "la fase de escritura" a "preparación oficial" ese mes, comenzando con el desarrollo visual. Reed reiteró su entusiasmo por presentar a la Avispa y "realmente diseñando su aspecto, la forma en que se mueve, el poder establecido y averiguar, más o menos, quién es Hope van Dyne como héroe". Reed se inspiró en las películas After Hours, Huida a medianoche y What's Up, Doc? para la apariencia de Ant-Man and the Wasp. Si bien la primera película fue más una película de atraco, Reed describió esto como una película de acción parcial, una comedia romántica, y se inspiró en las obras de Elmore Leonard, donde hay "villanos, pero también tenemos antagonistas, y tenemos estos obstáculos para nuestros héroes llegar a donde necesitan estar". También declaró su decepción por la introducción de Giant-Man en Civil War, en lugar de una película de Ant-Man, pero señaló que la apariencia proporcionó oportunidades de desarrollo de personajes entre Lang, Pym y Van Dyne ya que Pym es "muy claro en la primera película sobre cómo se siente con respecto a Stark y cómo se siente con respecto a Los Vengadores y al ser muy protector con esta tecnología que tiene", y Reed pensó que Pym estaría "enojado" y Van Dyne se sentiría traicionada, lo cual fue el "in" de Reed para la dinámica inicial de esos personajes. Reed agregó que pasa "mucho tiempo" hablando con los otros escritores y directores de películas del UCM, y que él y los escritores de esta película querían mantener "nuestro pequeño rincón del universo de Ant-Man con una vibra tonalmente". El físico cuántico Spyridon Michalakis, del Instituto de Información y Materia Cuántica del Instituto de Tecnología de California, volvió a consultar sobre la película, después de hacer lo mismo con Ant-Man, y explicó la ciencia detrás de ser extremadamente pequeño para los cineastas. Michalakis describió el reino subatómico como "un lugar de posibilidades infinitas, un universo alternativo donde las leyes de la física y las fuerzas de la naturaleza tal como las conocemos no se han cristalizado" y sugirió que debería estar representado en la película por "hermosos colores que cambian constantemente a reflejar transitoriedad".
En febrero de 2017, Douglas confirmó que volvería a interpretar su papel de Hank Pym en la película. Durante el estreno en Hollywood de Guardians de la Galaxy Vol. 2 en abril, Dastmalchian confirmó su regreso como Kurt, y un mes después, Harris también confirmó su regreso como Dave. Durante ese mes de mayo, Marvel se reunió con varias actrices para un "papel clave" en la secuela, con Hannah John-Kamen en el papel a principios de junio. Al mes siguiente, Randall Park se unió al elenco como Jimmy Woo, y Walton Goggins fue elegido para un papel no revelado. En la San Diego Comic-Con 2017, se confirmó el casting de Park; los papeles de John-Kamen y Goggins fueron revelados como Ghost y Sonny Burch, respectivamente; y se anunció el lanzamiento de Pfeiffer como Janet van Dyne y Laurence Fishburne como Bill Foster. Se confirmó que Judy Greer repitió su papel de Maggie de la película anterior la semana siguiente. Louise Frogley se desempeñó como diseñadora de vestuario en la película después de hacerlo para Spider-Man: Homecoming, y trabajó con Ivo Coveney para crear los trajes de superhéroe para la película. Basado en los diseños de Andy Park, los trajes se actualizan para la película de los diseños inspirados en la década de 1960 utilizados en el primer Ant-Man a diseños más modernos. El traje de la Avispa incluía alas prácticas que fueron reemplazadas por alas digitales para cuando se expanden y están listas para el vuelo.
Los hermanos Russo, directores de Avengers: Infinity War y Avengers: Endgame, que estaban filmando mientras Ant-Man and the Wasp se preparaban para filmar, discutían constantemente con Reed para garantizar que los elementos de la historia se alinearan entre las películas. Joe Russo agregó que Ant-Man and the Wasp tendría "algunos elementos [de la trama] que se unen" con Avengers: Infinity War, más que algunas de las otras películas previas a las películas de Avengers. Reed sabía que Ant-Man and the Wasp sería "una película bastante independiente, pero... no podía ignorar los eventos de Infinity War", con la mayor conexión en la escena de crédito medio de la película. Dado que los eventos de Ant-Man and the Wasp ocurren durante 48 horas, la línea de tiempo en relación con Infinity War se "dejó deliberadamente ambigua" con Reed señalando que hubo discusiones sobre la colocación de "pequeños huevos de Pascua en el camino, para comenzar a revelar a la audiencia donde se desarrolla la película en la línea de tiempo, [pero] eso no nos pareció muy divertido y algo obvio". A Reed también le gustó cómo la película "termina con un cierre y en una nota positiva y luego a BANG: dale a la audiencia un golpe instintivo justo después de los créditos principales", con la secuencia que muestra a Hank Pym, Janet van Dyne y Hope van Dyne se desintegra debido a los eventos de Avengers: Infinity War. La película también tiene una escena posterior al crédito que muestra a la hormiga que se duplicó para Lang mientras estaba bajo arresto domiciliario realizando un solo de batería.

### Rodaje

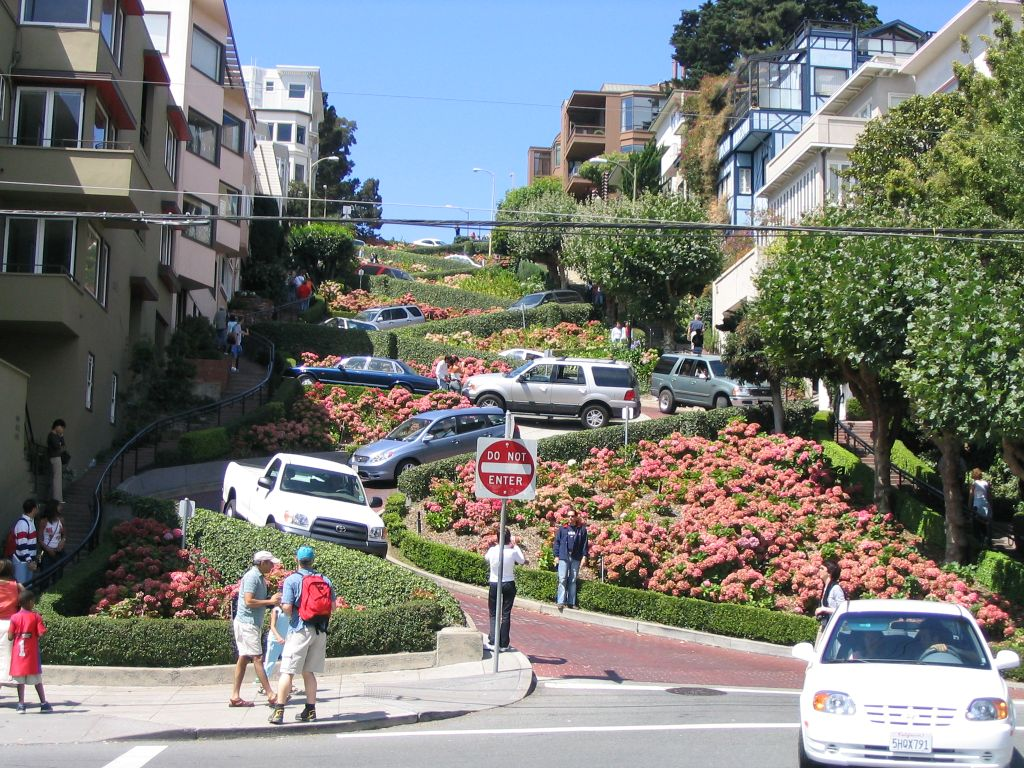
Se realizó una filmación adicional en San Francisco (California), el escenario de la película, incluida una secuencia de acción sobre Lombard Street (en la imagen)

El rodaje comenzó el 1 de agosto de 2017, en los Pinewood Atlanta Studios en el Condado de Fayette, Georgia, bajo el título de trabajo «Cherry Blue»; Dante Spinotti se desempeñó como director de fotografía, disparos en cámaras Arri Alexa 65, con algunas secuencias filmadas con una lente Frazier. Al comienzo de la filmación, Marvel reveló que Bobby Cannavale y Abby Ryder Fortson también repetirían sus papeles de la primera película, respectivamente como Paxton y Cassie, y que Chris McKenna y Erik Sommers habían contribuido al guion.
El set de laboratorio y túnel cuántico de la película se inspiró en El túnel del tiempo, y fue el set físico más grande construido para una película del UCM, que Reed dijo en broma que era "un poco contra-intuitivo". Para la secuencia en la que Janet van Dyne se comunica a través de Lang, la inspiración se tomó de All of Me (1984) en la que el personaje de Lily Tomlin queda atrapado en el cuerpo del personaje de Steve Martin. Hubo discusiones sobre hacer que Pfeiffer realizara la escena primero para darle a Rudd una idea de cómo actuaría ella, pero el grupo finalmente decidió dejar que Rudd inventara la escena completamente él mismo. Para la cámara en la guarida de Ghost, el equipo de producción del diseñador de producción Shepherd Frankel quería crear un ambiente que fuera único para el UCM, y diseñó la cámara con lente de Fresnel para darle patrones de círculos concéntricos que sirvieran un propósito práctico para la historia de la película. además de diferenciar su estética de otros conjuntos y crear misterio sobre el personaje. La cámara está rodeada de "formas de soporte" para "crear este sentimiento de desesperación y anhelo de familia y estabilidad".
El rodaje también se llevó a cabo en Metro Atlanta, con lugares de filmación que incluyen la Atlanta International School, los distritos Midtown y Buckhead de Atlanta, y la Escuela Intermedia Samuel M. Inman en el vecindario Virginia-Highland de la ciudad; así como la Universidad Emory y el Atlanta Motor Speedway en Hampton, Georgia. La filmación adicional tuvo lugar en San Francisco en septiembre de 2017, en Savannah, Georgia a fines de octubre, y en Hawái. La producción finalizó el 19 de noviembre de 2017.

### Posproducción
A finales de noviembre, Lilly dijo que los personajes tratarían de ingresar al reino cuántico en la película, y su éxito potencial "abriría un nuevo versículo completamente nuevo para entrar y jugar" para el UCM. La película incluye un clip de National Lampoon's Animal House, que Reed recordó mientras discutía la ciencia del reino cuántico para la película. Reed insistió en que la película durara menos de dos horas, ya que seguiría la "épica masiva" Infinity War y porque es "una acción / comedia, y no quería quedarse más de la cuenta". Dan Lebental y Craig Wood editaron la película. La secuencia de créditos principales de la película es una versión "de mesa" de sus secuencias de acción, y fue creada por Elastic. Una idea alternativa que se había considerado era crear un "documental falso detrás de escena" que hubiera hecho que la película pareciera una película de Godzilla de la década de 1950 con "personas en trajes pisando fuerte en paisajes urbanos modelo".

### Efectos visuales
Los efectos visuales para la película fueron creados por DNEG, Scanline VFX, Method Studios, Luma Pictures, Lola VFX, Industrial Light & Magic, Cinesite, Rise FX, Rodeo FX, Crafty Apes, Perception NYC, Digital Domain y The Third Piso.
DNEG trabajó en más de 500 disparos, incluidos los efectos para Ghost, que se compartieron con los otros vendedores, la secuencia de persecución del tercer acto y la lucha final de Ghost cuando Hank y Janet regresan del reino cuántico. Para las secuencias de "macro-fotografía" en la película, DNEG adoptó un enfoque diferente de su trabajo en Ant-Man debido a problemas que incluyen tratar de hacer que una cámara parezca lo suficientemente pequeña como para capturar las pequeñas acciones. Aunque parte de la película se filmó con una lente Frazier que proporciona una profundidad de campo adicional, DNEG aún necesitaría "volver a proyectar el camino más alto y elevar el nivel del piso para simular una cámara de tamaño pequeño". Como la secuencia de persecución del tercer acto se filmó principalmente en Atlanta, mientras se desarrollaba en San Francisco, el supervisor de efectos visuales de DNEG, Alessandro Ongaro, señaló que requería un "trabajo extenso en el medio ambiente" con elementos de fondo en algunas tomas que no eran recuperables en absoluto. DNEG finalmente creó 130 entornos únicos para la persecución. Clear Angle ayudó a DNEG con las encuestas y fotografías de Lidar de San Francisco, y pudieron obtener su información para Lombard Street hasta una resolución milimétrica.
Lola trabajó una vez más en las secuencias de rejuvenecimiento digital con Douglas, Pfeiffer y Fishburne. Las secuencias de flashback con un Hank Pym más joven se establecieron casi al mismo tiempo que las secuencias de flashback de Ant-Man, por lo que Lola pudo usar un proceso similar, haciendo referencia a la aparición de Douglas en Wall Street (1987) y al actor en el set. Un armario y una peluca diferentes. El Supervisor de Lola VFX, Trent Claus, sintió que el Pfeiffer era menos complicado, ya que "ella ha envejecido increíblemente bien" y todavía tiene el cabello grande y una gran sonrisa. Se hizo referencia al trabajo de Pfeiffer de Ladyhawke (1985) y otras películas de la época. Para Fishburne, su hijo fue su doble más joven y ayudó a informar a Lola cómo se vería la piel de Fishburne en ciertas situaciones de iluminación. Las películas que Lola buscó para el yo más joven de Fishburne incluyeron Boyz n the Hood y Deep Cover. Lola también hizo que Fishburne fuera más delgado, y todos los actores tuvieron su postura ajustada.
Luma trabajó en las escenas donde Ant-Man y la Avispa se infiltran en el escondite de Ghost, donde tuvieron que recrear todo el entorno con CGI. También crearon la primera secuencia de túnel cuántico donde Ghost recibe sus poderes, y el lanzamiento del misil flashback, que tuvo que replicarse exactamente de cómo apareció en Ant-Man. Method creó la nueva versión del reino cuántico, diseñada por Reed y el supervisor de producción de efectos visuales Stephane Ceretti. Andrew Hellen, supervisor de efectos visuales de Method Studios, explicó: "Investigamos mucho en fotografía a nivel macro y celular, y jugamos con diferentes formas de visualizar la mecánica cuántica. Tiene una calidad muy mágica, con una ventaja científica. También utilizamos efectos intermitentes. y lentes macro para poner a tierra el material de archivo y evitar que se sienta demasiado terrestre ". Method también trabajó en la secuencia cuando Lang es del tamaño de un niño en edad preescolar, y creó los dobles digitales para Ant-Man y Wasp; El método utilizó el mismo nivel de detalle en los trajes dobles digitales, independientemente de la escala que fueran.

## Música
En junio de 2017, Reed confirmó que Christophe Beck, quien compuso la partitura para Ant-Man, regresaría para Ant-Man and the Wasp. Beck repitió su tema principal de Ant-Man, y también escribió uno nuevo para Wasp que quería tener "mucha energía" y demostrar que ella está más segura de sus habilidades que Lang. Al elegir entre estos temas para escenas específicas a lo largo de la película, Beck trató de elegir el tema Wasp con más frecuencia para que hubiera "suficiente novedad en la partitura como para sentir que va a nuevos lugares, y no es solo un recauchutado". Hollywood Records y Marvel Music lanzaron el álbum de la banda sonora digitalmente el 6 de julio de 2018.

## Estreno

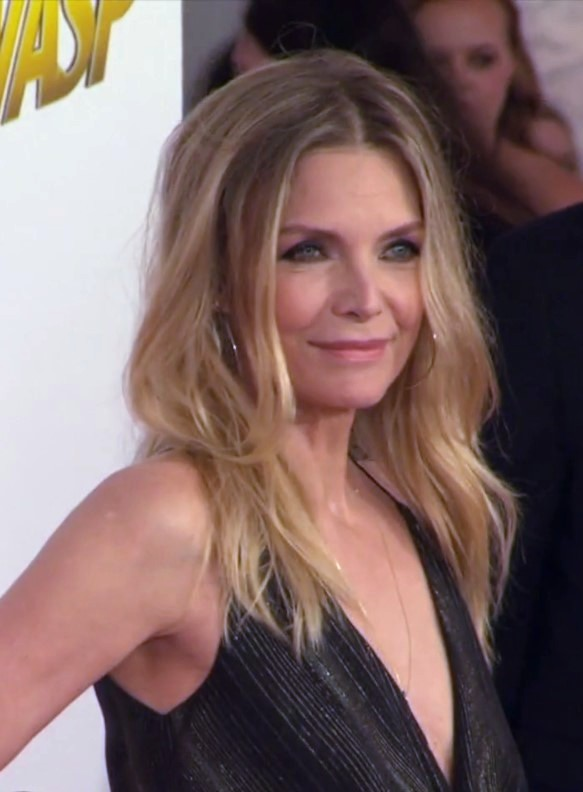
Michelle Pfeiffer en el estreno de Ant-Man & The Wasp en 2018.

Ant-Man and the Wasp tuvo su estreno mundial en el Teatro El Capitán en Hollywood el 25 de junio de 2018, y fue estrenada en los Estados Unidos el 6 de julio de 2018, donde se estrenó en 4,206 teatros, de los cuales 3000 estaban en 3D, 403 estaban en IMAX, más de 660 estaban en formato grande prémium y más de 220 estaban en D-Box y 4D.
La película estaba programada para estrenarse en el Reino Unido el 29 de junio de 2018, pero se reprogramó en noviembre de 2017 al 3 de agosto de 2018 para evitar la competencia con la Copa Mundial de la FIFA 2018. Charles Gant, de The Guardian y Screen International, señaló: "La preocupación para los distribuidores de películas es que el público quede atrapado en el torneo. Por lo tanto, es más fácil jugar de manera segura y no tener una cita con tu película en este momento, especialmente durante la fase de grupos, cuando todos las naciones clasificatorias están compitiendo". Tom Butler de Yahoo! Movies UK agregó que, a diferencia de la primera película, que fue una de las películas del UCM de menor recaudación en el Reino Unido, los niveles de anticipación para la película "están en su punto más alto después de los eventos de Infinity War" y "el público del Reino Unido probablemente descubrieron lo que sucede en la película mucho antes de que se estrene en los cines del Reino Unido, y esto podría tener un impacto negativo en su potencial de taquilla". Butler y Huw Fullerton de Radio Times opinaron que el retraso también podría ser en parte porque de Disney también retrasó el lanzamiento en el Reino Unido de Incredibles 2 al 13 de julio de 2018 (un mes después de su lanzamiento en los Estados Unidos), y no quería competir consigo mismo con las dos películas. Esto, a su vez, llevó a los fanáticos en el país a iniciar una petición de Change.org para que Disney adelantara la fecha de lanzamiento varias semanas, de manera similar a cómo se adelantó el lanzamiento de Avengers: Infinity War en Estados Unidos una semana en mayo anterior.

### Marketing
El arte conceptual y el "video pre-CGI" para la película se mostraron en la Comic-Con de San Diego 2017. En enero de 2018, Hyundai Motor America anunció que el Hyundai Veloster 2019 jugaría un papel importante en la película, con la aparición de otros vehículos Hyundai. El primer tráiler de la película fue lanzado el 30 de enero de 2018 en Good Morning America, y utilizó el riff de guitarra de "Ants Invasion" de Adam and the Ants. David Betancourt de The Washington Post calificó el lanzamiento, el día después del estreno de Black Panther, un "movimiento inteligente"; con Black Panther y Avengers: Infinity War también lanzada en 2018, "puede ser fácil [olvidar] que bueno, hay una secuela de Ant-Man este año ... Así que Marvel Studios nos da un recordatorio rápido con este lanzamiento del tráiler es lógico". Tracy Brown, escribiendo para Los Angeles Times, elogió cómo el tráiler presentaba de manera destacada a Van Dyne de Lilly mostrando "ella siempre estaba destinada a ser un superhéroe". Un segundo tráiler fue lanzado el 1 de mayo de 2018, luego de un video teaser con el elenco de Infinity War preguntando "¿dónde estaban Ant-Man y The Wasp?" en esa película. Graeme McMillan, de The Hollywood Reporter, sintió que el tráiler hacía que la película se sintiera "muy parecida a un antídoto intencional para, o al menos una alternativa, a la tristeza del final deprimente de Infinity War", calificándola de "un movimiento inteligente", ya que podría considerarse" un limpiador del paladar y una prueba de que Marvel tiene más para ofrecer ... antes de que el público se sumerja en la narrativa central con Capitana Marvel del próximo año". En junio de 2018, Feige presentó varias escenas de la película en CineEurope. «Ant-Man and The Wasp: Nano Battle!», una atracción inspirada en la película, inaugurada en Hong Kong Disneyland el 31 de marzo de 2019. Presenta a Rudd y Lilly repitiendo sus papeles en clips que se hicieron durante los reshoots de la película. Los socios promocionales para la película incluyeron a Dell, Synchrony Financial y Sprint. Disney gastó alrededor de $154 millones en todo el mundo para promocionar la película.

### Versión doméstica
Ant-Man and the Wasp fue lanzada en descarga digital por Walt Disney Studios Home Entertainment, el 2 de octubre de 2018, y en Blu-ray, y DVD Ultra HD el 16 de octubre. Las versiones digital y Blu-ray incluyen -las escenas, una introducción de Reed, escenas eliminadas y carretes de mordaza. El lanzamiento digital también presenta un vistazo al papel que desempeña el arte conceptual para dar vida a las diversas películas del UCM y un falso anuncio para Online Close-Up Magic University.

## Recepción

### Taquilla
Ant-Man and the Wasp recaudó $ 216.6 millones en los Estados Unidos y Canadá, y $ 406 millones en otros territorios, para un total mundial de $ 622.7 millones. Después de su estreno, Deadline Hollywood estimó que la película generaría una ganancia neta de alrededor de $ 100 millones. Se convirtió en la undécima película más taquillera de 2018.
Ant-Man and the Wasp ganó $ 33.8 millones en su día inaugural en los Estados Unidos y Canadá (incluyendo $ 11.5 millones de las previsualizaciones del jueves por la noche), para un total de fin de semana de apertura de $ 75.8 millones; esto fue una mejora del 33% sobre el debut de la primera película de $ 57.2 millones. Su apertura incluyó $ 6 millones de pantallas IMAX. En su segundo fin de semana, la película ganó $ 28.8 millones, quedando en segundo lugar detrás de Hotel Transylvania 3, y en su tercer fin de semana recaudó $ 16.1 millones, quedando en cuarto lugar. La película quedó sexta en su cuarto fin de semana, séptima en su quinto fin de semana, y décima en su sexto fin de semana. La revista BoxOffice proyectó un ingreso bruto interno final de $ 225 millones.
Fuera de los Estados Unidos y Canadá, la película ganó $ 85 millones en 41 mercados, donde abrió el número uno en total, excepto Nueva Zelanda. Su apertura en Corea del Sur fue de $ 20.9 millones (que incluyó avances). La apertura de $ 15.5 millones del mercado sin avances fue la segunda mejor apertura de 2018 detrás de Avengers: Infinity War. En su segundo fin de semana, jugando en 44 mercados, siguió siendo el número uno en Australia, Hong Kong, Corea del Sur y Singapur. La película se estrenó en Francia en su tercer fin de semana, ganando $ 4.1 millones y se estrenó en Alemania en el cuarto, donde fue número uno y ganó $ 2.8 millones, incluyendo avances. El próximo fin de semana, Ant-Man and the Wasp se abrió en el número uno (cuando se incluyeron avances) en el Reino Unido, donde ganó $ 6.5 millones, y dos semanas después, Italia abrió el número uno con $ 2.7 millones (incluidos avances). En su octavo fin de semana, la apertura de $ 68 millones de la película en China fue la cuarta mejor presentación del UCM en China y la tercera mayor apertura de películas de Hollywood de 2018. $ 7.2 millones fueron de IMAX, que fue la mejor apertura de agosto de IMAX en China. La película se estrenó en Japón el próximo fin de semana, ganando $ 3.7 millones, que fue la mejor película occidental del fin de semana. A partir del 9 de septiembre de 2018, los mercados más grandes de la película fueron China ($ 117.5 millones), Corea del Sur ($ 42.4 millones) y el Reino Unido ($ 21.5 millones).

### Crítica
En el sitio web de agregación de reseñas Rotten Tomatoes, la película tiene un índice de aprobación del 88% con un puntaje promedio de 6.96 / 10, basado en 384 reseñas. El consenso crítico del sitio web dice: "Una película de superhéroes más liviana y brillante impulsada por el carisma sin esfuerzo de Paul Rudd y Evangeline Lilly, Ant-Man and The Wasp ofrece un limpiador de paladar MCU muy necesario". En Metacritic la película tiene un puntaje promedio ponderado de 70 de 100, basado en 56 críticos, que indica "revisiones generalmente favorables". Las audiencias encuestadas por CinemaScore le dieron a la película una calificación promedio de "A–" en una escala de A + a F, por debajo de la "A" obtenida por la primera película.
Peter Travers, escribiendo para Rolling Stone, le dio a la película 3 de 4 estrellas y elogió a Rudd y Lilly, diciendo: "El secreto de Ant-Man and the Wasp es que funciona mejor cuando no se esfuerza tanto, cuando deja que el encanto triunfe sobre el exceso y demuestra que menos puede ser más incluso en el Universo Marvel". Richard Roeper, del Chicago Sun-Times, elogió el tono ligero como un regalo y un respiro después de la" conclusión dramáticamente pesada "de Avengers: Infinity War. También elogió al elenco, especialmente a Rudd y Fortson, así como a los efectos visuales y al uso ingenioso de la reducción y el crecimiento en las escenas de acción. Manohla Dargis en The New York Times sintió que el tono "rápido, brillante y ventoso" de la película fue una gran mejora con respecto a la primera película, alabando la dirección de Reed. También elogió a Rudd, sintió que Lilly encontró "su ritmo" en la película y escribió que el elenco de apoyo tenía secuencias de "robo de escena". Simon Abrams, de RogerEbert.com, dijo que la película era "lo suficientemente buena", una secuela "desordenada pero satisfactoria" que sintió que podía hacer malabarismos con sus muchas tramas secundarias mientras le daba a Lang un desarrollo decente de carácter.
Owen Gleiberman de Variety calificó la película como "más rápida, más divertida y astutamente más segura que la original", y sintió que Reed fue capaz de darle a la película la personalidad suficiente para superar su tiempo de ejecución de dos horas y un clímax de efectos pesados. Advirtió que esto "no era exactamente lo mismo que la humanidad. Pero es suficiente para calificar como la versión en miniatura". En The Washington Post, Ann Hornaday llamó a la película "olvidable al instante" y criticó su trama, que ella criticó. Sentí que incluía algunas subtramas de "relleno", pero encontré que la película era "no menos agradable" debido a esto. En particular, elogió a Rudd junto con la acción y los efectos. Escribiendo para el Boston Globe, Ty Burr calificó la película como la "película de verano con aire acondicionado" perfecta, encontrándola divertida, graciosa, superficial y una mejora con respecto a la primera. También escribió que la película tenía demasiadas tramas secundarias y no suficiente de Pfeiffer, pero estaba satisfecho con la falta de conexión que la historia general tenía con el resto del UCM, y con el enfoque en la comedia "pop trash". Stephanie Zachareck, escribiendo para Time, dijo que era "difícil que no le gustara activamente" la película, que pensó que tenía una acción razonablemente divertida y momentos destacados entre Rudd y Fortson; pero no estaba tan impresionada con las secuencias de acción más grandes y llenas de efectos y sintió que centrarse en Lilly como un mejor héroe que Rudd estaba "simplemente marcando casillas en nombre de la igualdad de género".

### Premios y nominaciones
| Premio                                                | Fecha de la ceremonia   | Categoría | Nominado(s)                                                                              | Resultado | Ref(s) |
| ----------------------------------------------------- | ----------------------- | --- | ---------------------------------------------------------------------------------------- | --------- | ------ |
| Golden Trailer Awards                                 | 29 de mayo de 2019      | La Mejor Acción en Casa                                                                                                 | "Bonus Trailer" (Tiny Hero)                                                              | Nominada  |        |
| Golden Trailer Awards                                 | 29 de mayo de 2019      | Mejor aventura de fantasía en casa                                                                                      | "Watch Me" (Trailer Park, Inc.)                                                          | Nominada  |        |
| Golden Trailer Awards                                 | 29 de mayo de 2019      | Mejor spot televisivo de aventuras de fantasía (para una película)                                                      | "War" (AV Squad)                                                                         | Nominada  |        |
| Golden Trailer Awards                                 | 29 de mayo de 2019      | Mejor anuncio de voz sobre TV (para una película)                                                                       | "War" (AV Squad)                                                                         | Nominada  |        |
| Hollywood Music in Media Awards                       | 14 de noviembre de 2018 | Partitura original - Película de ciencia ficción-fantasía-terror                                                        | Christophe Beck                                                                          | Nominado  |        |
| St. Louis Film Critics Association                    | 16 de diciembre de 2018 | Mejor Película de Acción                                                                                                | Ant-Man and the Wasp                                                                     | Nominada  |        |
| Screen Actors Guild Awards                            | 27 de enero de 2019     | Premio del Gremio de Actores de Pantalla por su actuación sobresaliente de un conjunto de especialistas en una película | Ant-Man and the Wasp                                                                     | Nominada  |        |
| Teen Choice Awards                                    | 11 de agosto de 2019    | Película de Acción Favorita                                                                                             | Ant-Man and the Wasp                                                                     | Pendiente |        |
| Teen Choice Awards                                    | 11 de agosto de 2019    | Actor de Película Favorito                                                                                              | Paul Rudd                                                                                | Pendiente |        |
| Teen Choice Awards                                    | 11 de agosto de 2019    | Actriz de Película Favorita                                                                                             | Evangeline Lilly                                                                         | Pendiente |        |
| Visual Effects Society\|Visual Effects Society Awards | 5 de febrero de 2019    | Premio de la sociedad de efectos visuales por un entorno creado excepcional en una característica fotorrealista         | Florian Witzel, Harsh Mistri, Yuri Serizawa, Can Yuksel for Journey to the Quantum Realm | Nominados |        |

## Secuela
Antes del estreno de la película, Reed señaló que él y Marvel estaban "esperanzados" sobre una tercera película, habiendo discutido posibles puntos de la historia. Michael Douglas también expresó interés en interpretar una versión más joven de su personaje Hank Pym en una precuela, algo que Reed ya bromeó en 2015. En febrero de 2019, Douglas dijo sobre una posible secuela: "Se ha hablado [sobre otro Ant-Man] ... [pero] no ha habido nada formal en este momento que yo sepa". En 1 de noviembre de 2019, se confirmaba una tercera entrega que se estrenaría en 2021 y dirigido con el director Peyton Reed, nuevamente.